# Iglesia de San Félix (Torralba de Ribota)
La iglesia de San Félix es una iglesia fortaleza de culto católico y arquitectura mudéjar situada en el municipio de Torralba de Ribota, provincia de Zaragoza, España.

## Historia

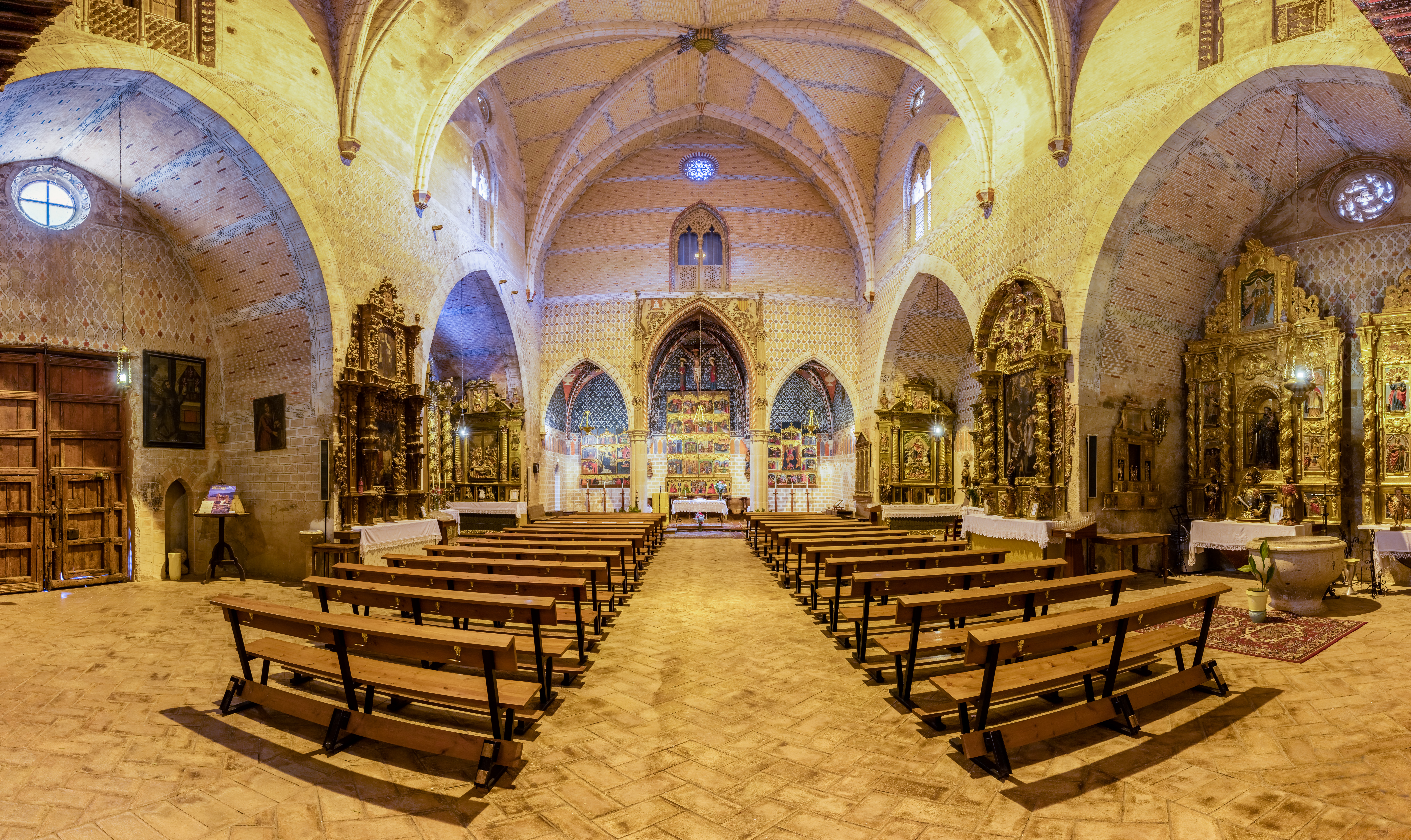
Vista general del interior

El templo se construyó entre 1367 y 1420 y es de traza islámica en la cabecera y de gótica tardía en los pies. La arquitectura se le atribuye a Mahoma Ramí, quien fuera el arquitecto preferido del papa Benedicto XIII.

## Características
El templo es el típico ejemplo de iglesia defensiva en Aragón.
En el exterior dominan los frisos de esquinillas y los paños de lacerías. En la fachada occidental hay un rosetón calado, mientras que la puerta principal presenta arco apuntado con yeserías.
El templo es de una única nave dividida en dos secciones que están separadas por dos torres en los dos lados y bóvedas de crucería simple. Las capillas están situadas en ambos lados y situadas entre contrafuertes cubiertas con cañón apuntado. En las capillas se encuentran retablos barrocos, renacentistas y de época posterior. El presbiterio es recto y consta de tres capillas cuadradas, en la central se puede leer una inscripción con punzón sobre superficie de yeso «Dí: No hay más Dios que Allah…». Las torres son de planta cuadrada pero las escaleras de caracol en su interior son cilíndricas, construcción propia de la segunda década del siglo XV.
Aún se conserva su colorida decoración interior que incluye rojos, negros, azules y verdes, que simulan arcos, ladrillos y lacerías. Sobre presbiterio y capillas hay un andador que se utilizaba para hacer guardia.

## Galería de imágenes

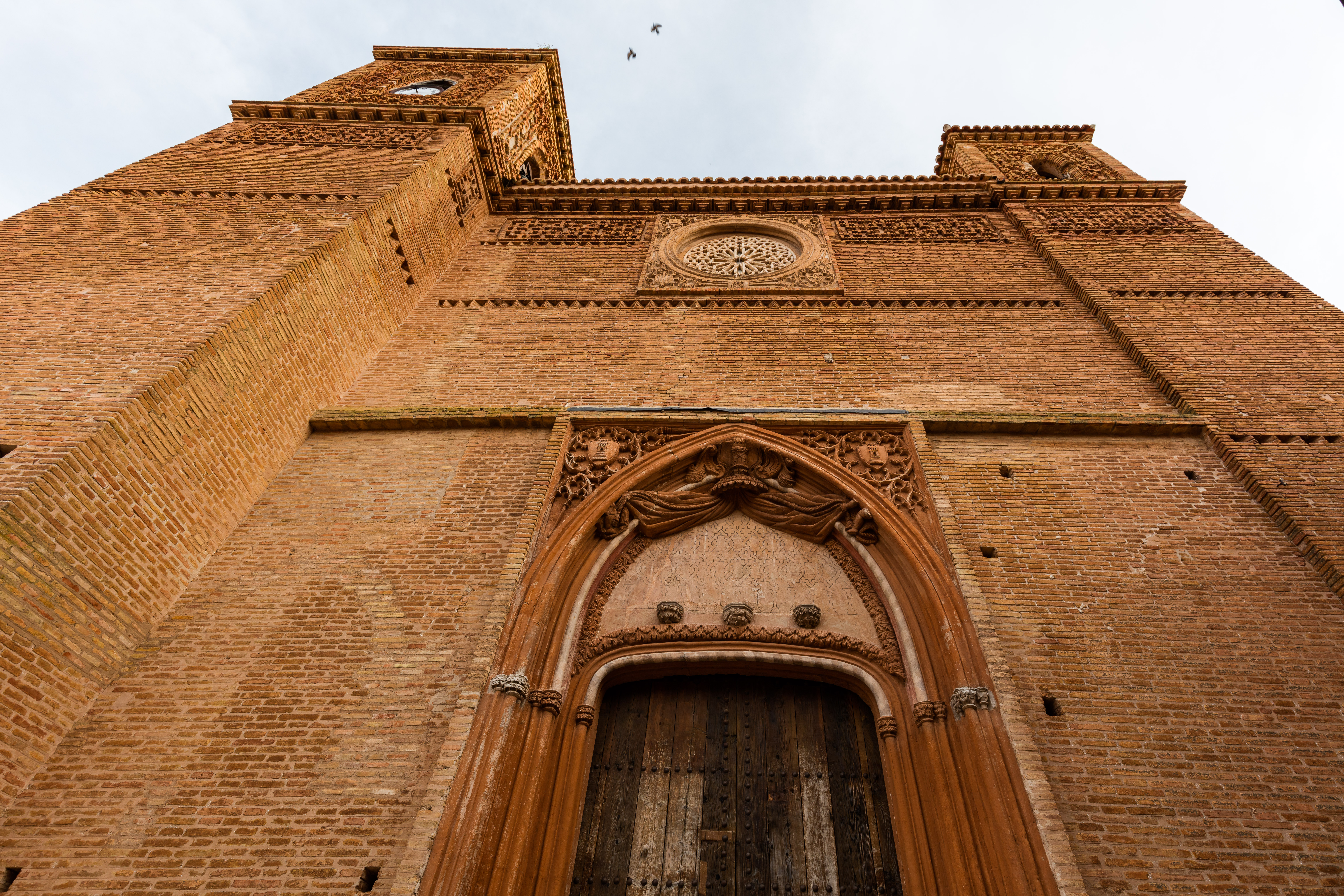
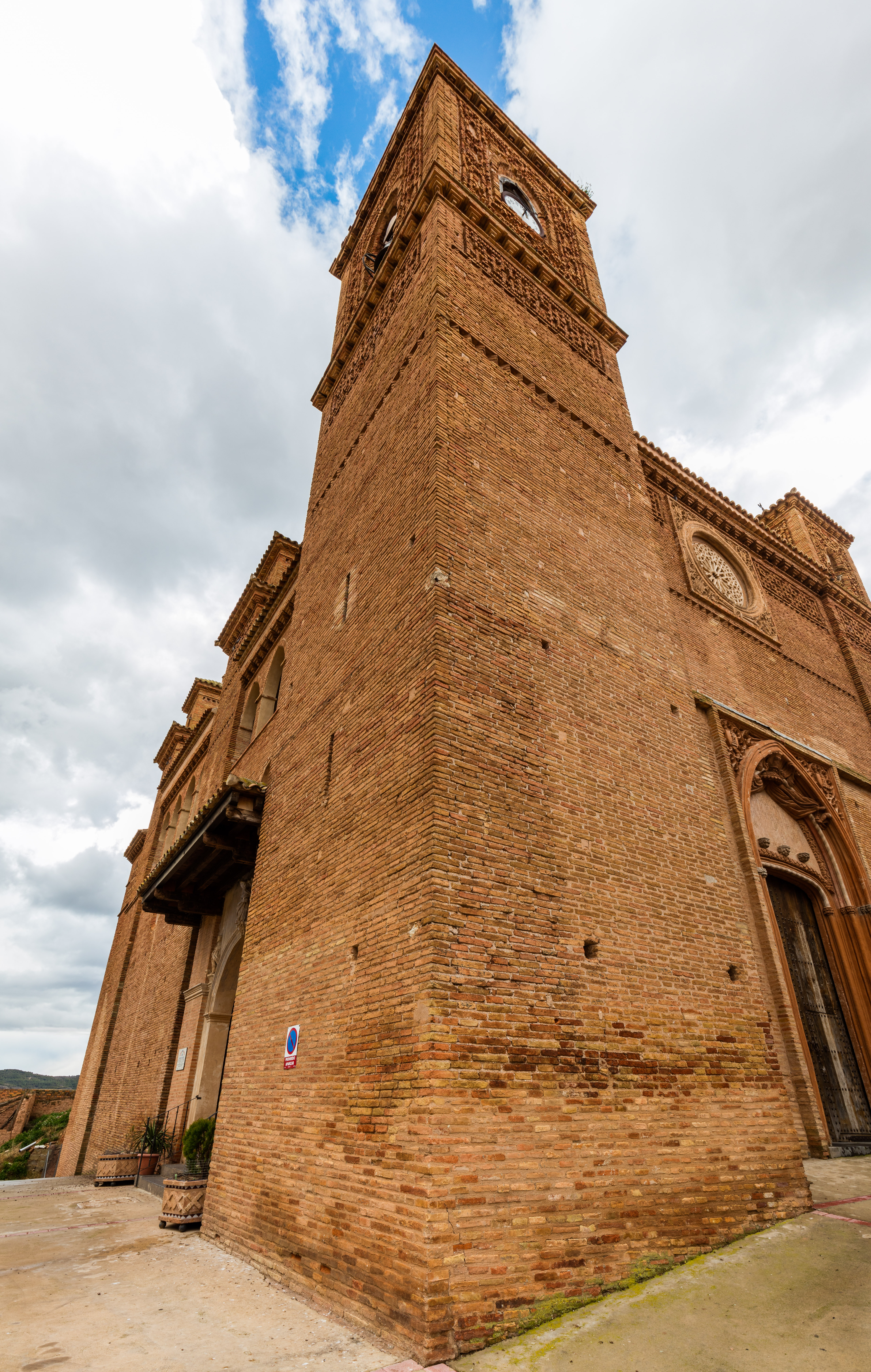
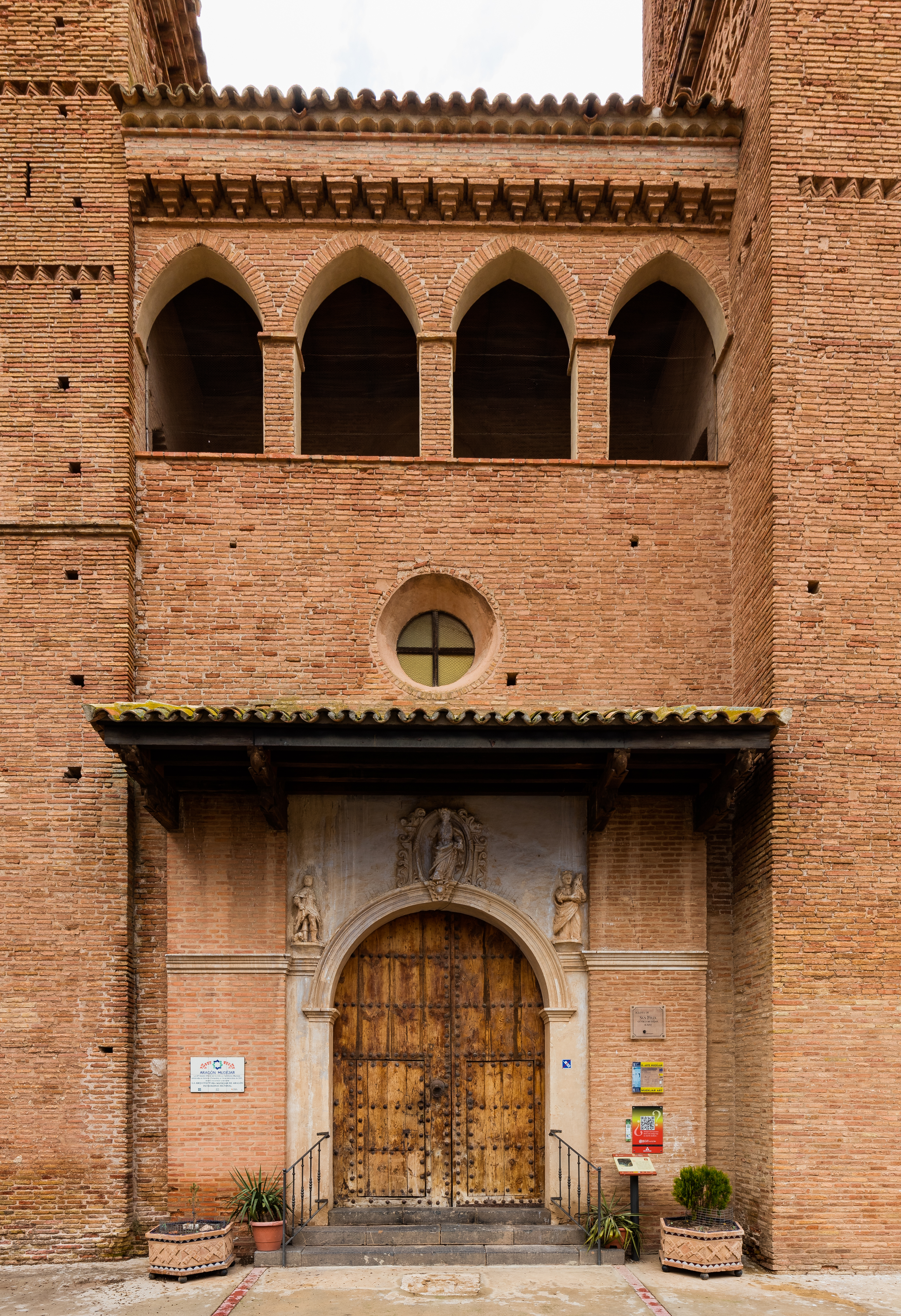
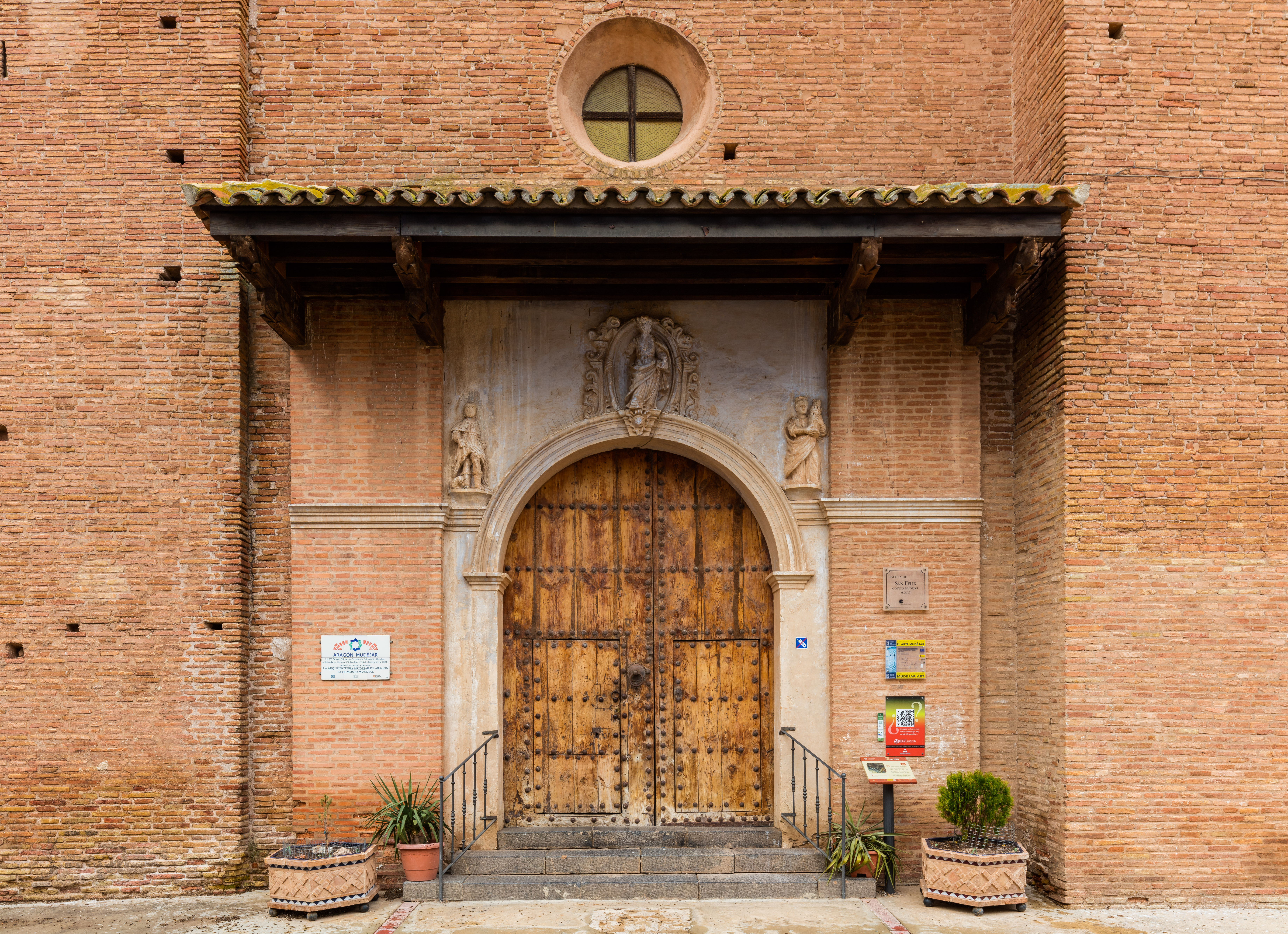
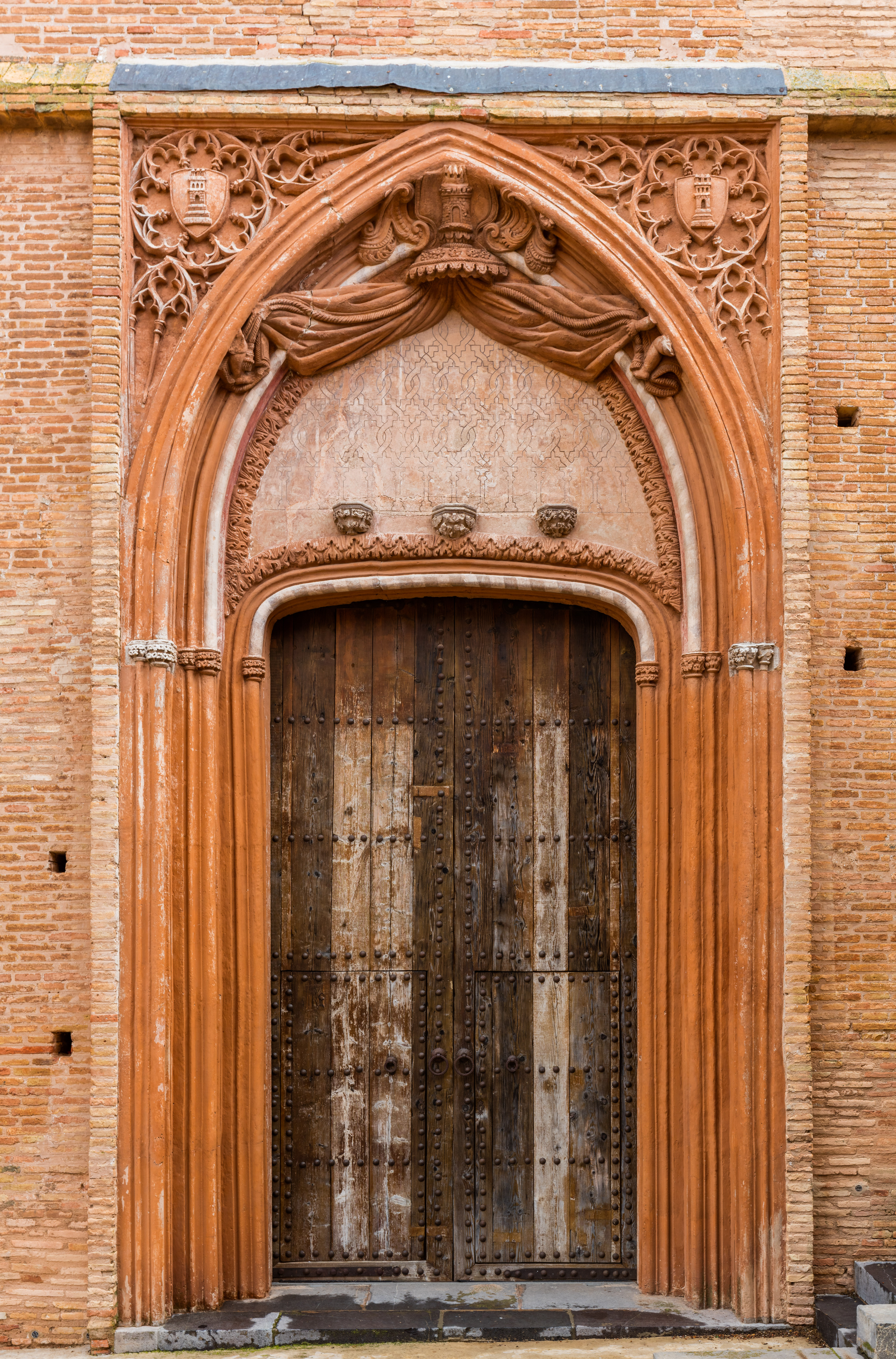
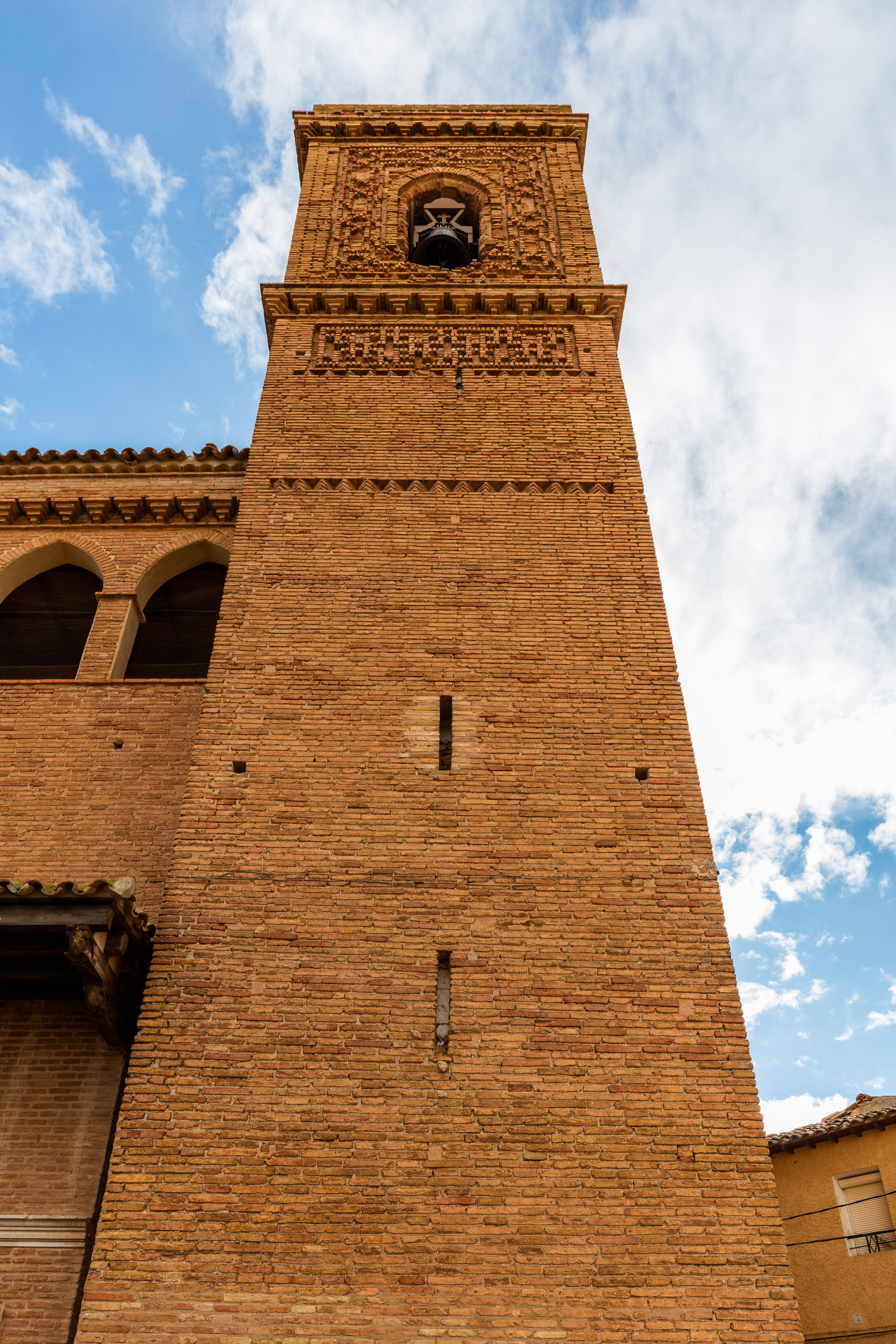

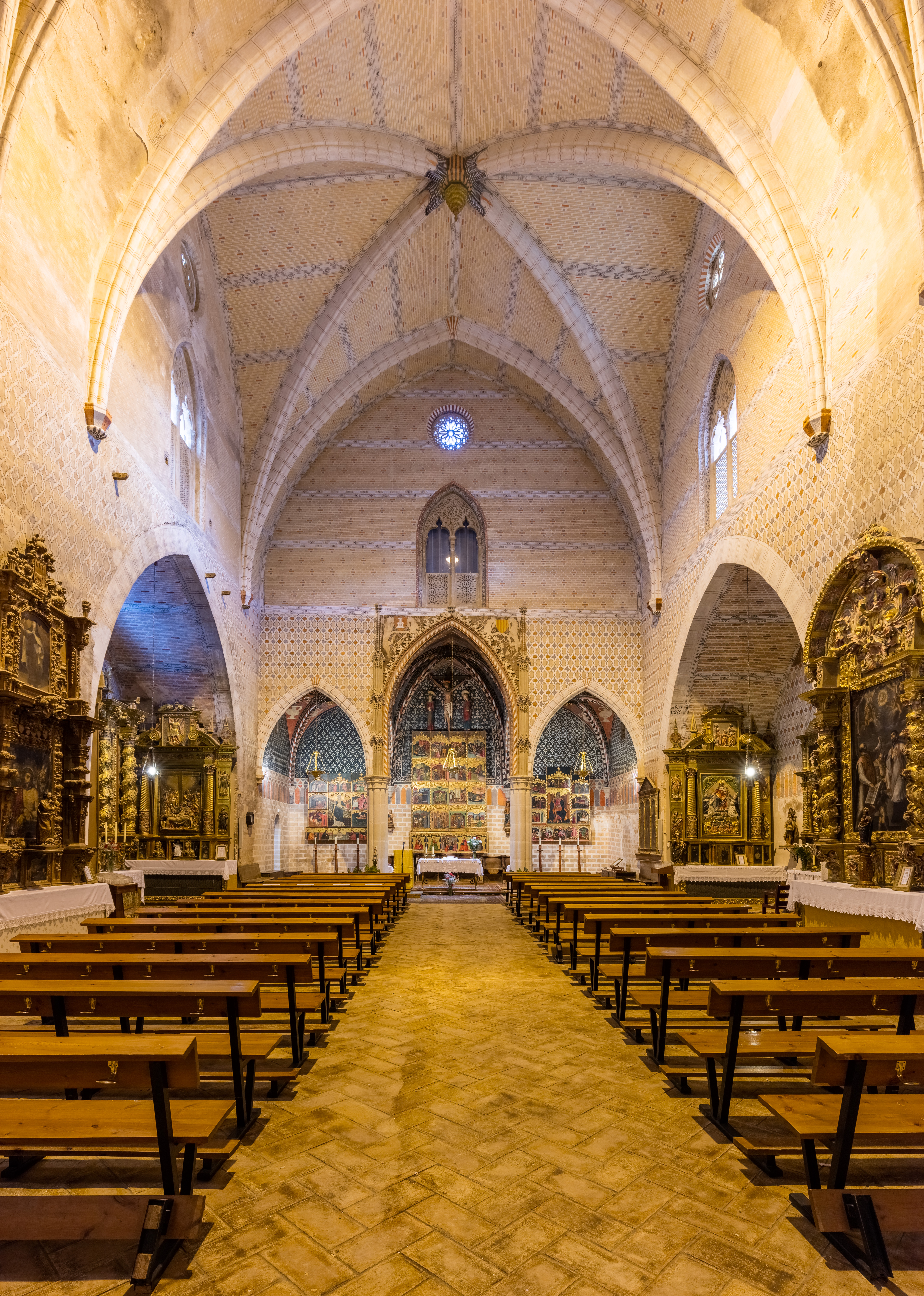
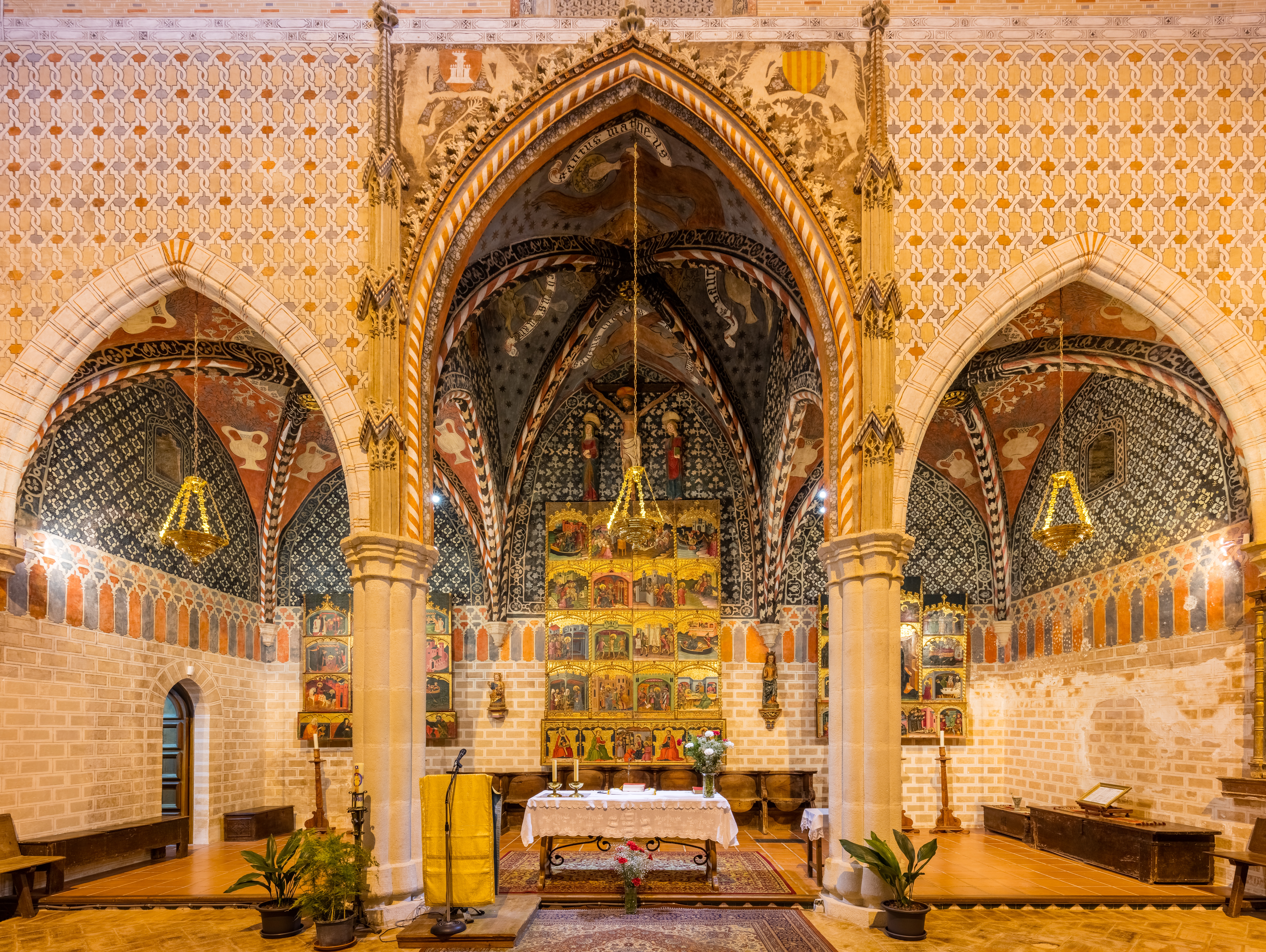
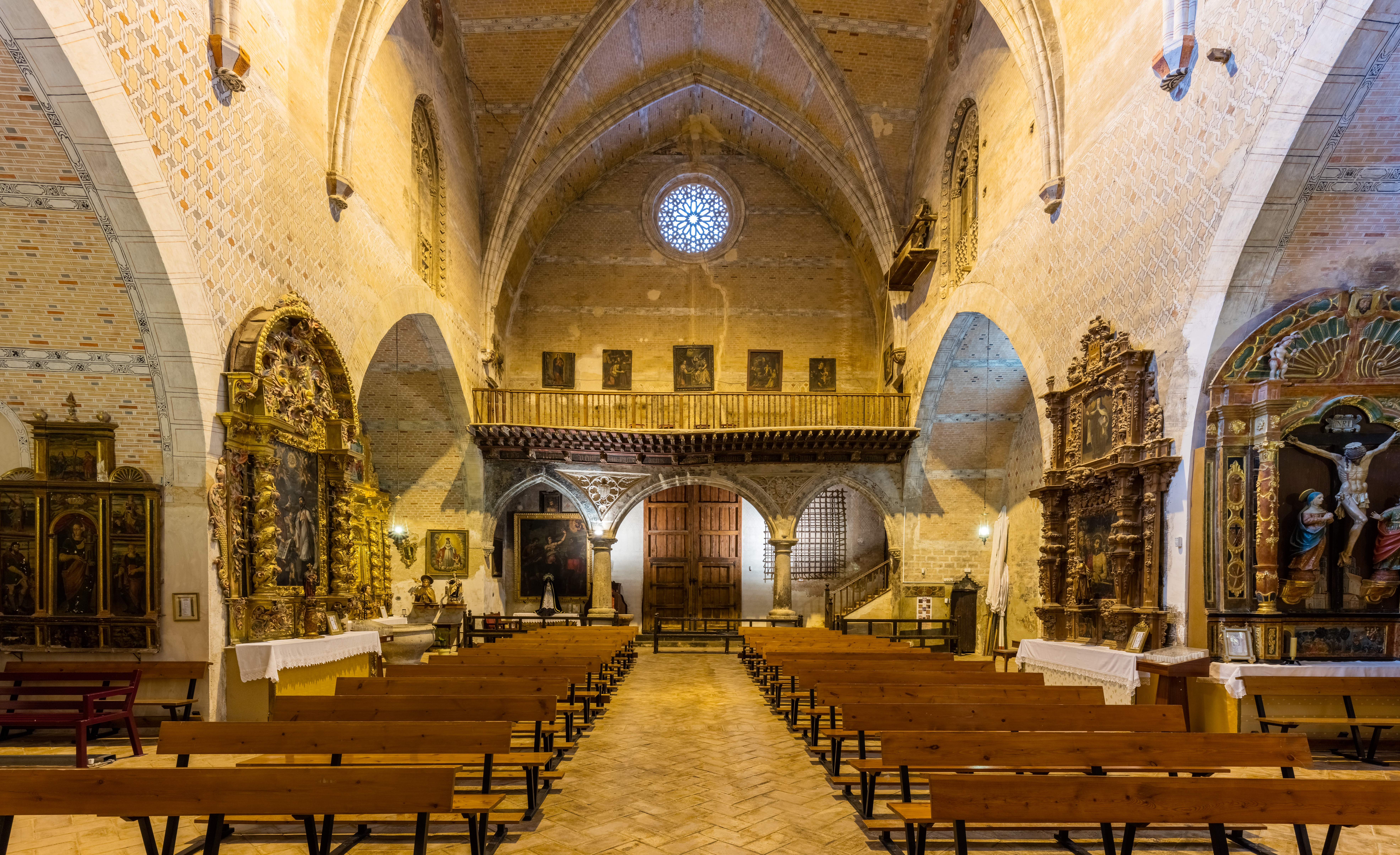
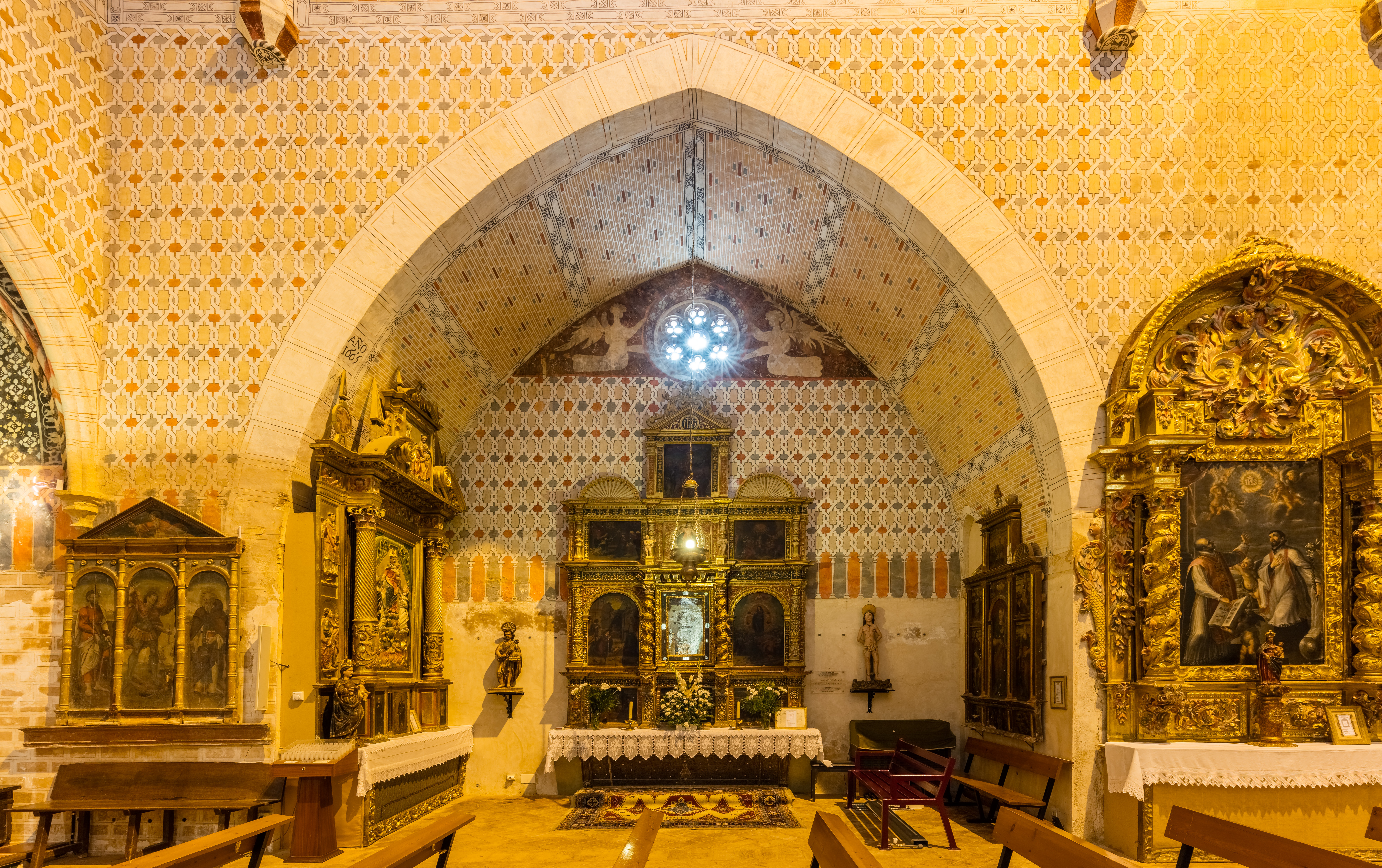
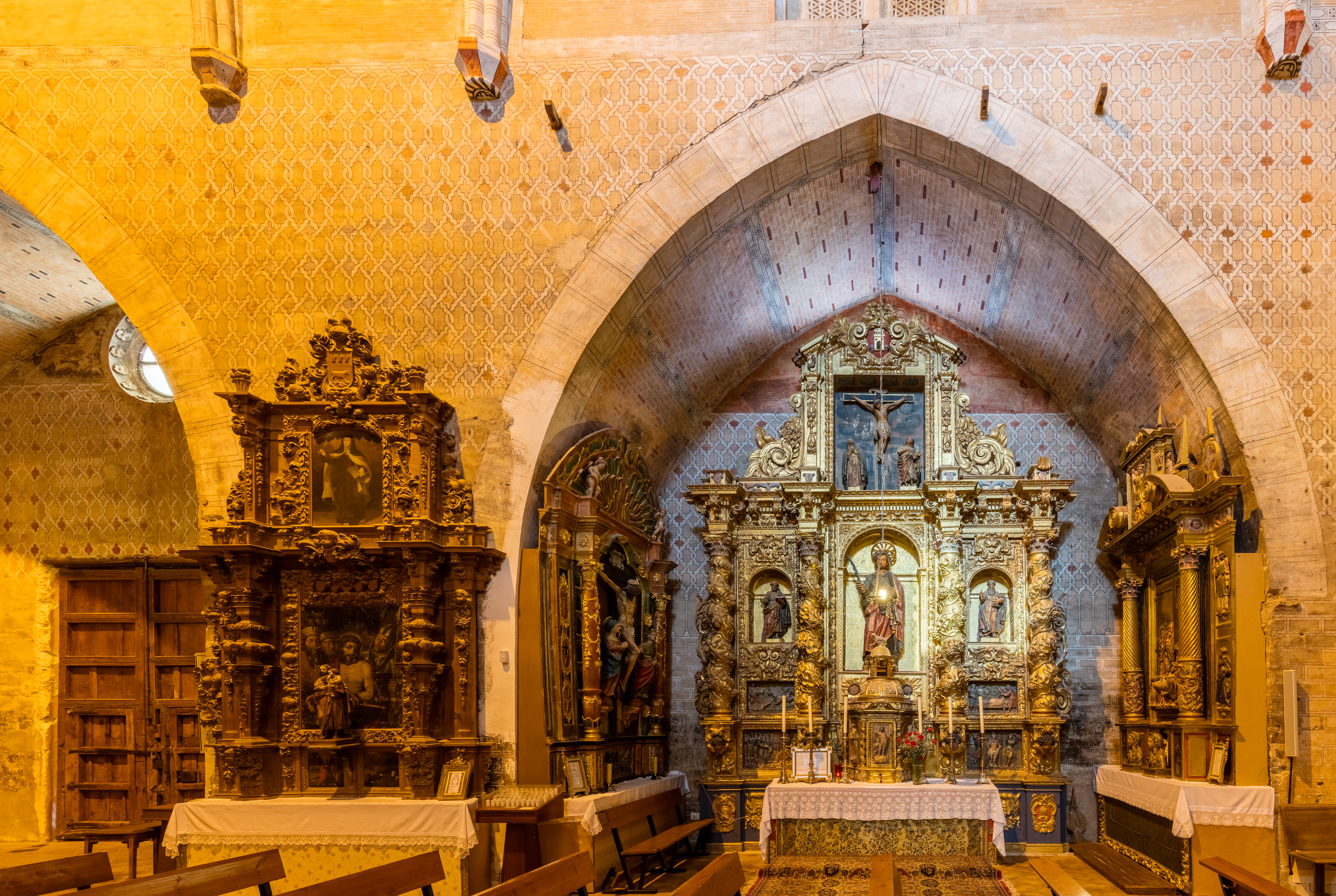
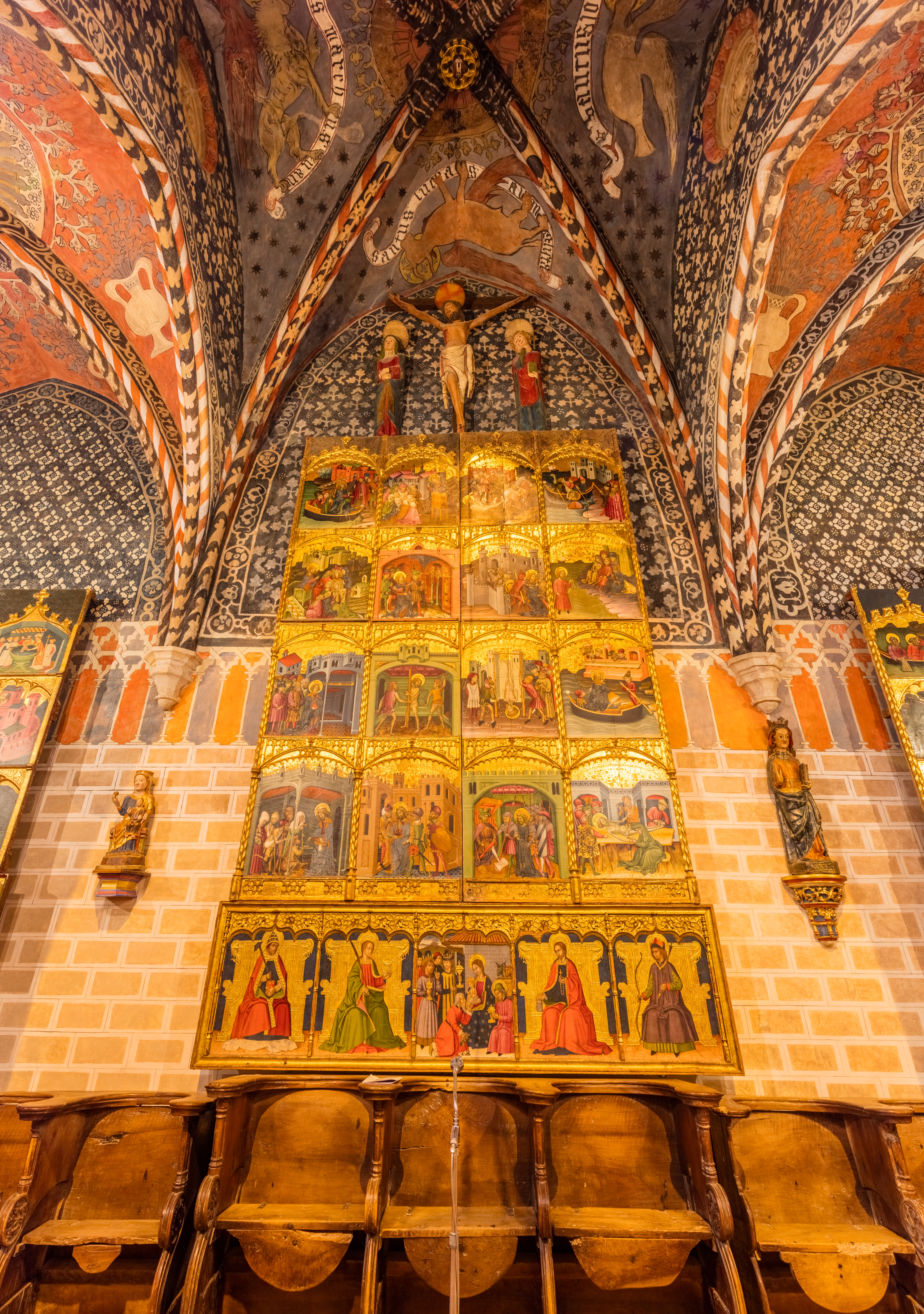
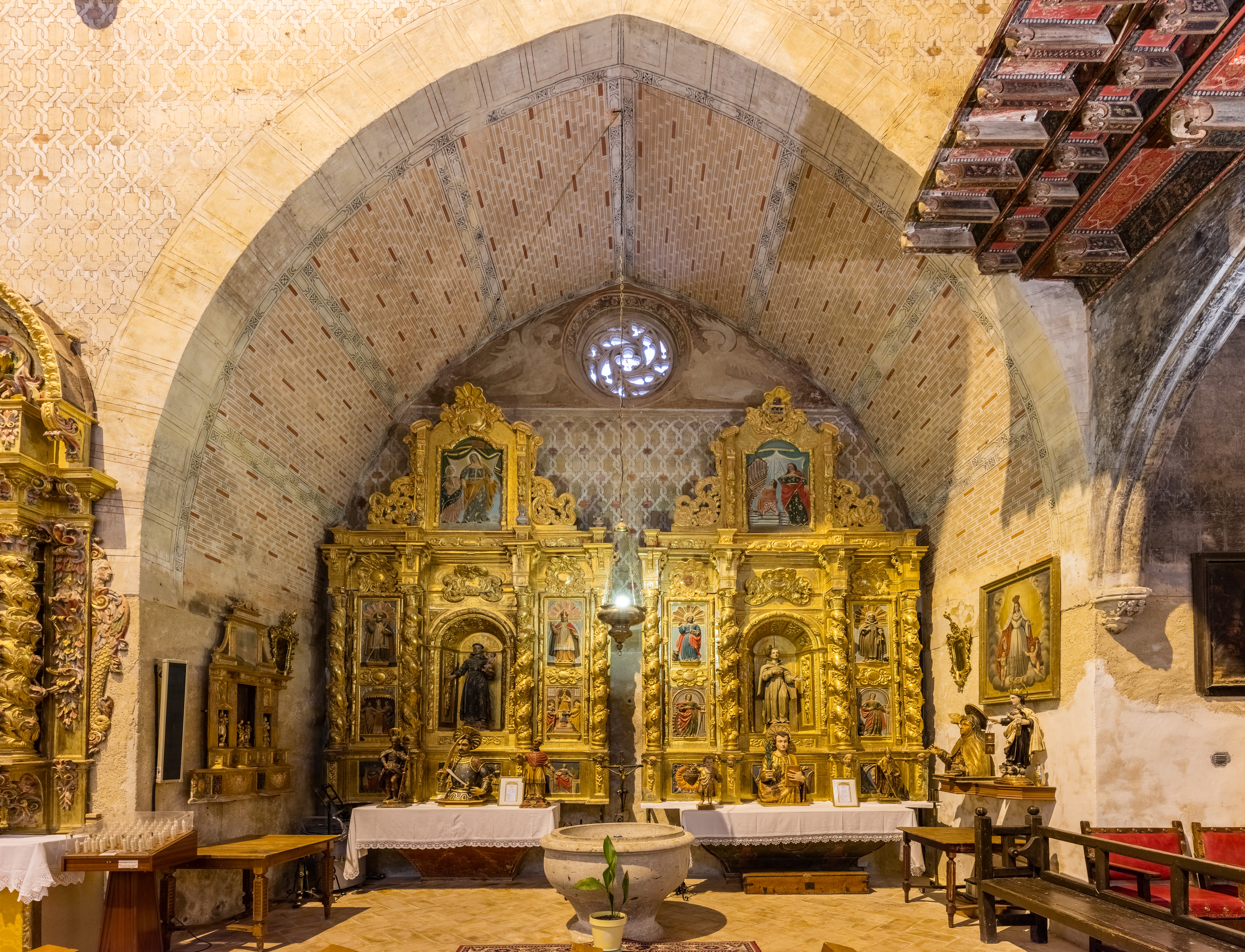
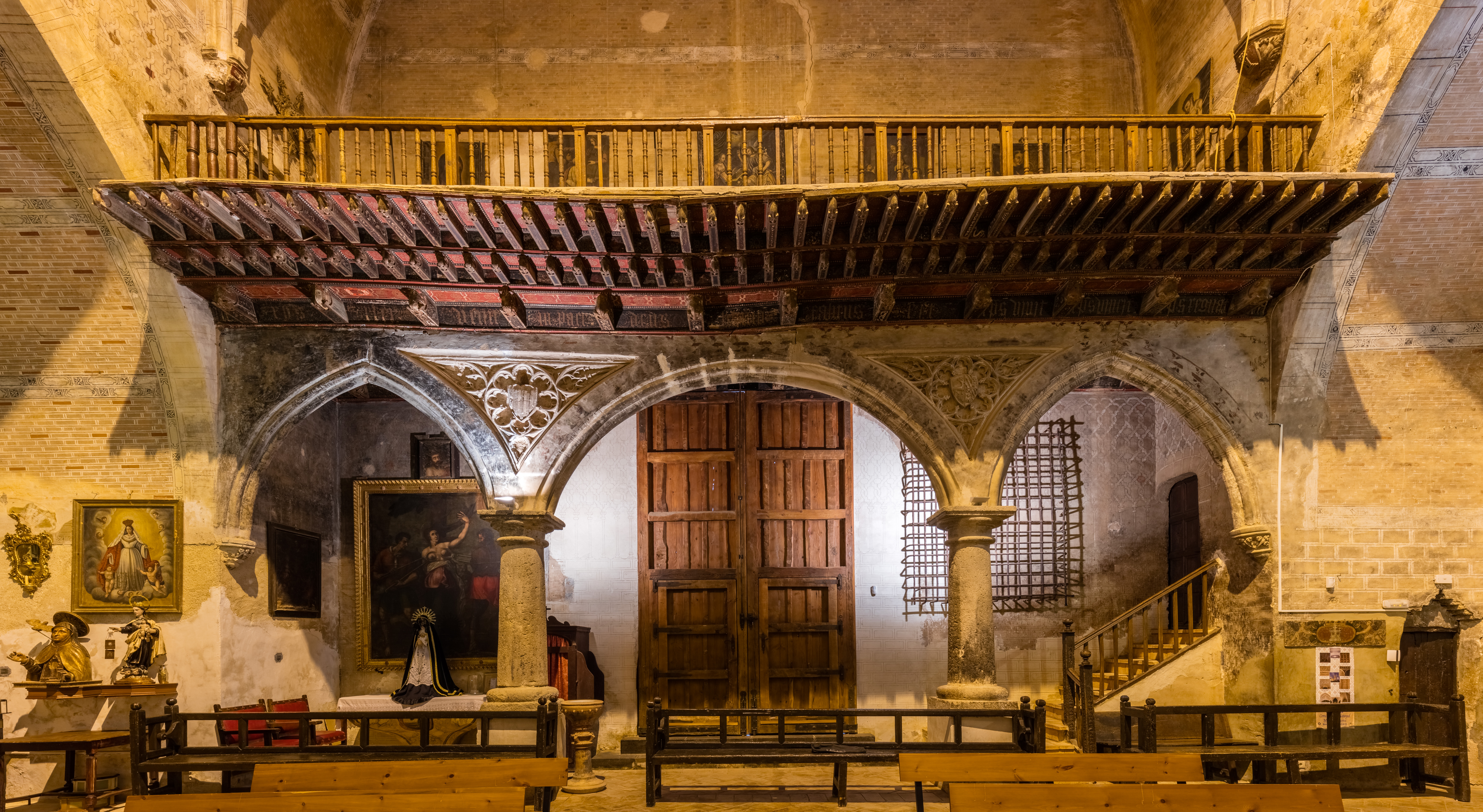

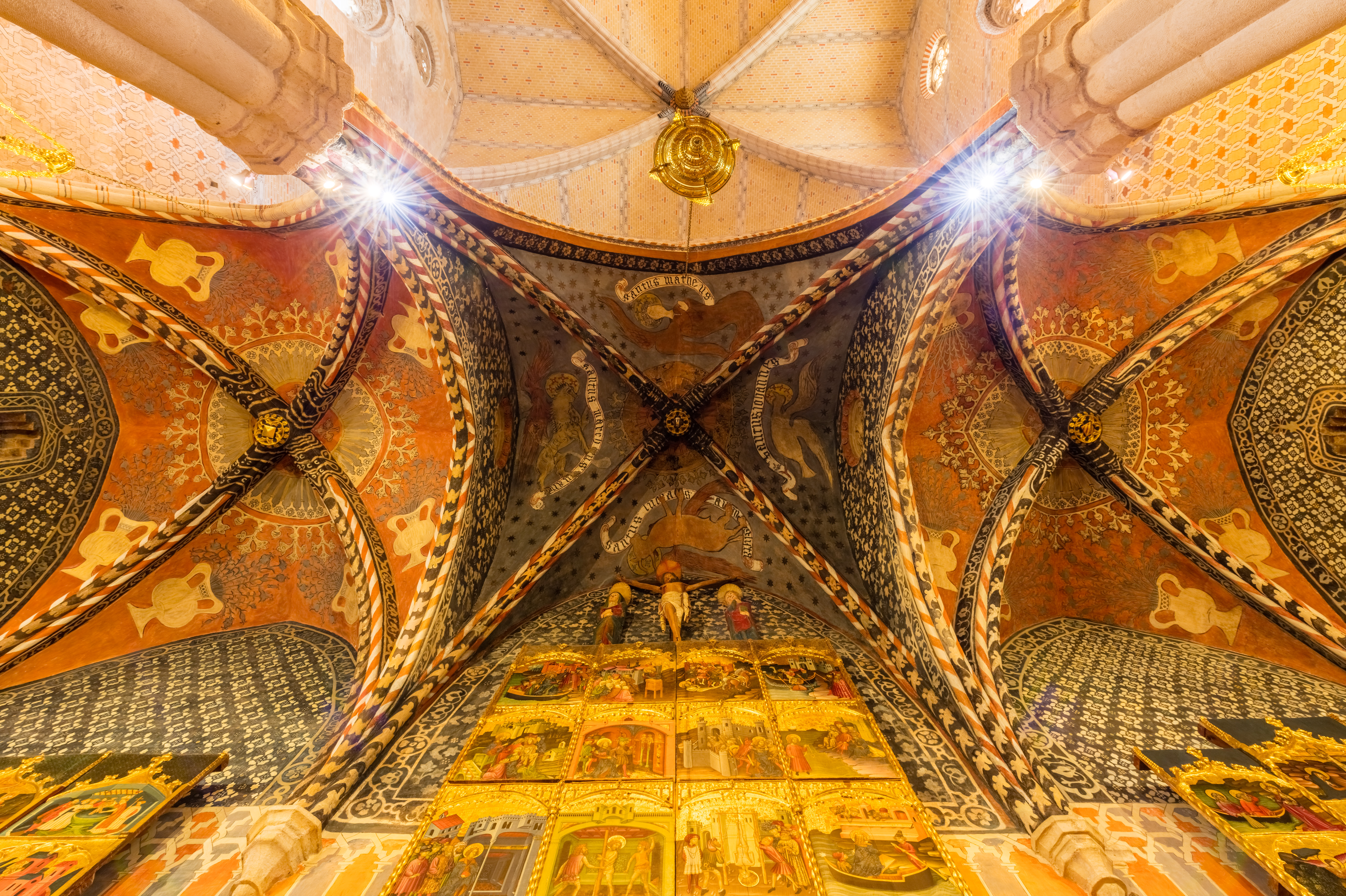
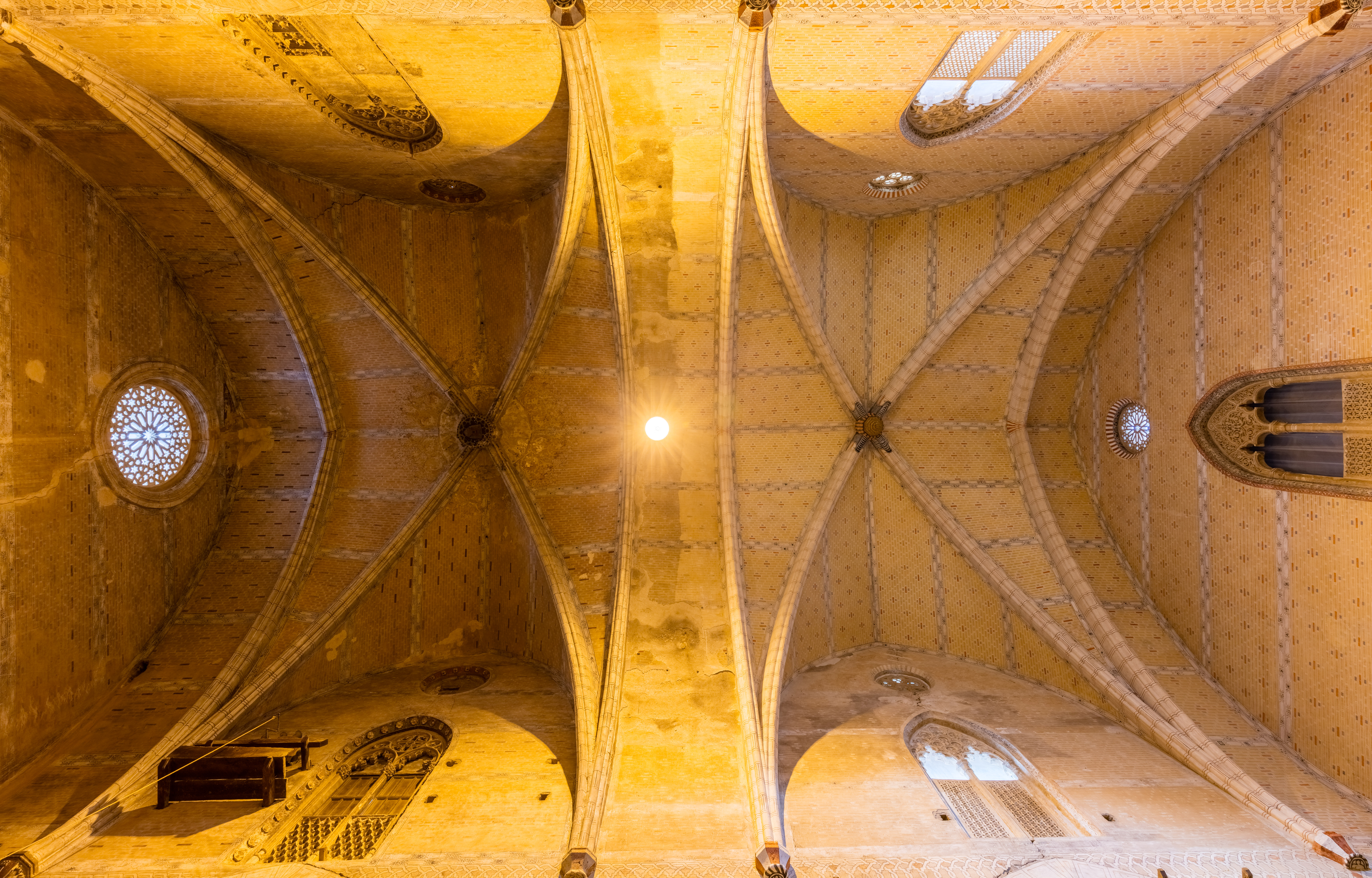
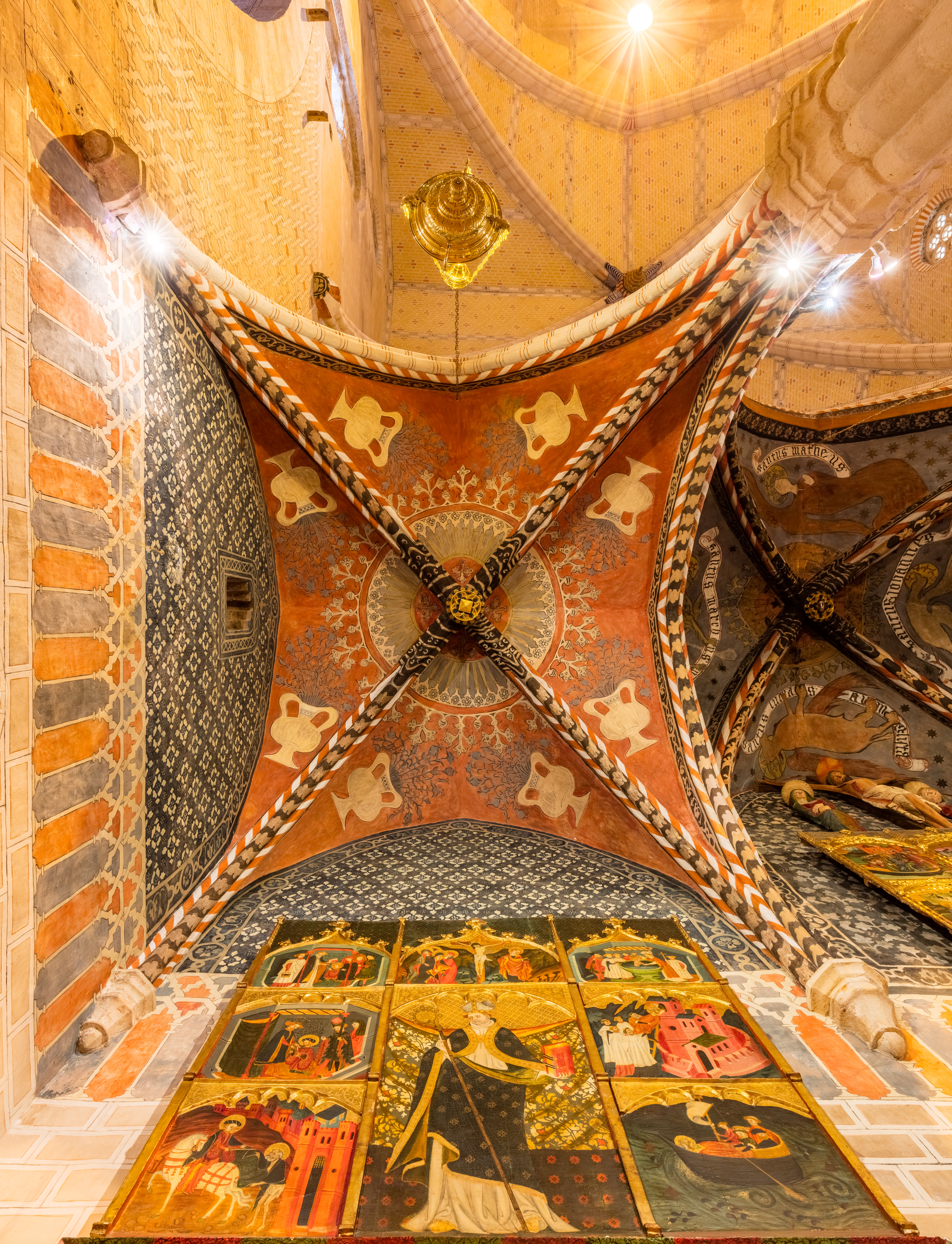
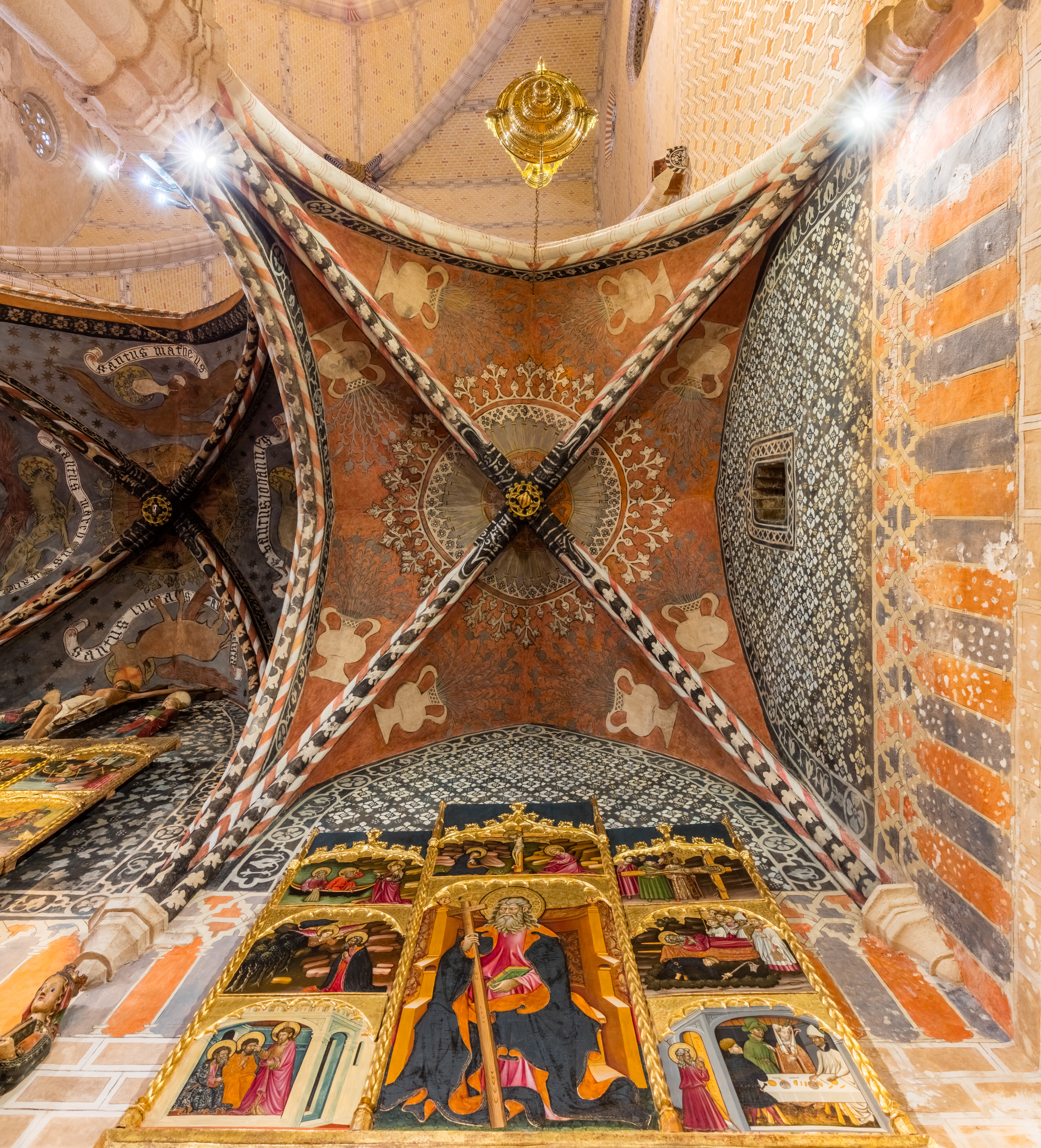
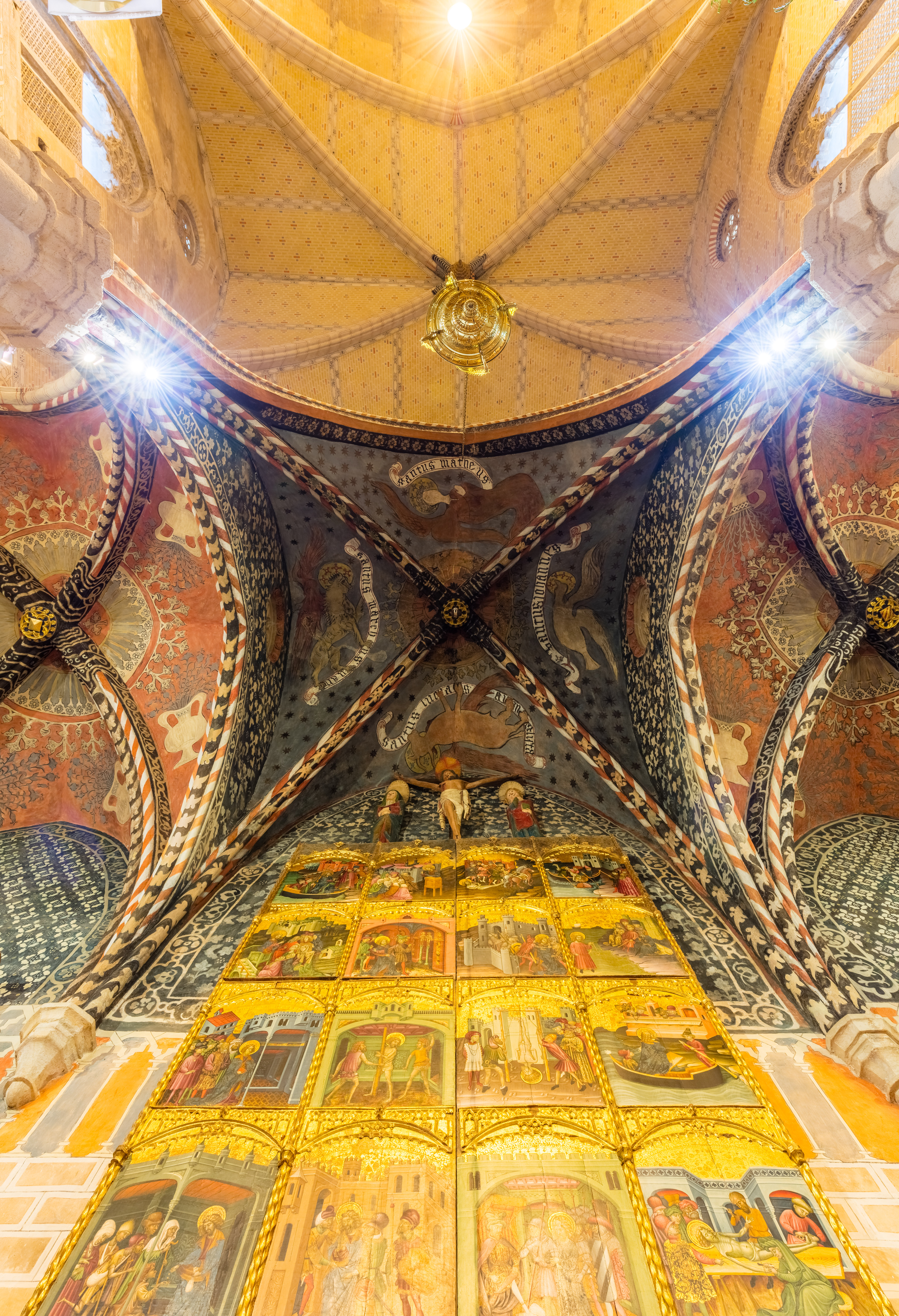